# Финик каменистый
Финик каменистый, или финик скальный (лат. Phoenix rupicola от лат. rupicola — житель горных пород) — вид деревьев рода Финиковая пальма (Phoenix) семейства Пальмовые (Arecaceae).
Растёт в горных лесах Индии и Бутана на высоте от 300 до 1200 метров, как правило, на скалах и горных склонах. Находится под угрозой потери мест обитания.

## Описание
Пальма имеет одиночный ствол до 8 метров длиной и 20 см толщиной, листья обычно растут только на самой верхушке. Листья длиной 2,5-3 метра, имеют 35-сантиметровые листочки, перисто расположенные на черешках с шипами. Шипы гораздо меньше и малочисленнее, чем у других видов этого рода. Плод — продолговатая костянка жёлто-оранжевого цвета длиной до 2 см, содержащая одно большое семя.